# Diecezja Grosseto
Diecezja Grosseto – łac. Dioecesis Grossetana – diecezja Kościoła rzymskokatolickiego we Włoszech, w metropolii Sieny, w regionie kościelnym Toskania.
Została erygowana 9 kwietnia 1138.
Od 2021 roku diecezja pozostaje w unii in persona episcopi z diecezją Pitigliano-Sovana-Orbetello. Obie administratury posiadają wspólnego biskupa diecezjalnego, jednak zachowały odrębne kurie i katedry. 